# Operation Jurist
1941

Versenkung der Force Z 
1942

C –
Ironclad 
1944

Diplomat –
Cockpit –
Transom –
Councillor –
Pedal –
Crimson –
Banquet –
Light –
Millet –
Outflank –

ab 22. Nov. als British Pacific Fleet Robson 
1945

Lentil –
Meridian –
Suffice –
Stacey –
Transport –
Onboard –
Penzance –
Passbook –
Sunfish –
Bishop –
Dukedom –
Mitre –
Irregular –
Balsam –
Bedlam Green –
Collie –
Livery –
Jurist –
Tiderace
Die Operation Jurist war die Rückeinnahme von Penang in den britischen Kronkolonien der Straits Settlements nach deren Eroberung durch die Japaner im Jahr 1942. Sie fand nach der Kapitulation Japans im Pazifikkrieg ab dem 28. August 1945 statt.

## Vorgeschichte
Zu Beginn der Kriegshandlungen im Pazifik landeten die Streitkräfte des Japanischen Kaiserreiches am Morgen des 8. Dezember 1941 an der Küste der Malaiischen Halbinsel. Schon am 16. Dezember evakuierten die Briten Penang in den Straits Settlements und überließen die Insel den Japanern, die sie später am Tag noch besetzten. In schnellem Tempo begannen die japanischen Truppen die Einnahme der kompletten Malaiischen Halbinsel und kontrollierten am 31. Januar 1942 das gesamte Territorium. Singapur fiel am 15. Februar an die Japaner.

## Planung
Die Operation Jurist war ursprünglich als amphibischer Angriff durch die 3. Britische Kommandobrigade von Brigadier Campbell Richard Hardy für den 30. August 1945 geplant. Infolge der alliierten Konferenz in Potsdam, die Ende Juli und bis Anfang August 1945 stattfand, begann das Hauptquartier von Admiral Lord Louis Mountbattens Südostasienkommando über Maßnahmen nachzudenken, die sich als notwendig erweisen könnten, sollten die Japaner in naher Zukunft kapitulieren. Am 5. August befahl Generalleutnant Raymond A. Wheeler, Mountbattens amerikanischer Stellvertreter, den drei Oberbefehlshabern, mit der Planung einer Schnellbesetzung Singapurs zu beginnen (→ Operation Tiderace).
Die Befreiung von Malaya und Singapur war zunächst als längerer Feldzug entlang der Malaiischen Halbinsel von Thailand aus geplant. Die dazu vorgesehene Operation Zipper wurde aber als zu aufwendig angesehen und daher nach der Kapitulation Japans abgesagt. Jedoch wurden wesentliche Elemente des Plans verwendet, um britische und indische Land- und Luftstreitkräfte ab dem 28. August 1945 in West-Malaya in der Nähe von Penang, Port Dickson und Port Swettenham einzusetzen.
Die am leichtesten verfügbaren Armeeformationen waren die 5. indische Division von Generalmajor Robert Mansergh in Burma und die 3. Britische Kommandobrigade von Hardy in Indien, von denen keine an der Operation Zipper, wie derzeit geplant, beteiligt war.

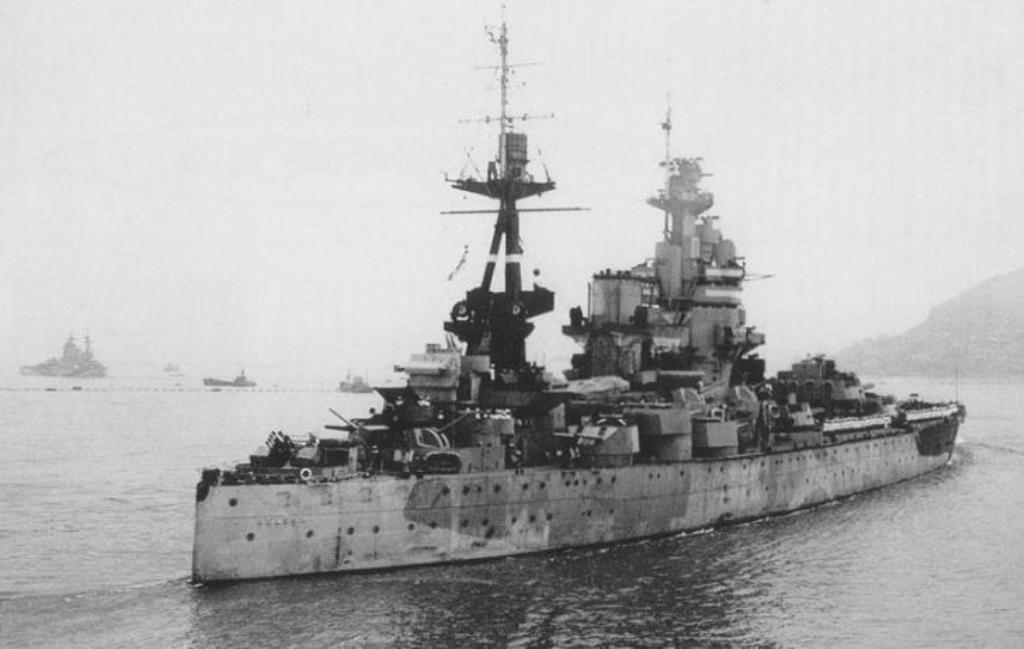
Das britische Schlachtschiff Nelson

## Durchführung der Operation Jurist
Am 15. August wurde Vizeadmiral Harold Walker, Kommandeur des Dritten Kampfgeschwaders der britischen Eastern Fleet, angewiesen, die Operation Jurist durchzuführen. Als Starttag der Operation (D-Day) wurde der 21. August festgesetzt. Walker stellte dazu sechs Flottenverbände zusammen. die sich von Trincomalee aus in Richtung Penang in Bewegung setzten.
|                    | Force 11                        | Force 12          | Force 13 | Force 14             | Force 68       | Force 157           |
| ------------------ | ------------------------------- | ----------------- | -------- | -------------------- | -------------- | ------------------- |
| Schlachtschiff     | Nelson (Flaggschiff)            |                   |          |                      |                |                     |
| Geleitträger       | Hunter, Stalker, Shah, Attacker |                   |          |                      |                |                     |
| Schwerer Kreuzer   |                                 |                   |          |                      | London         |                     |
| Leichter Kreuzer   | Nigeria, Ceylon,                |                   |          |                      |                |                     |
| Zerstörer          | Tartar, Petard, Volage          | Verulam, Vigilant | Penn     | Calpe                | Raider, Rocket |                     |
| Truppentransporter | Princess Beatrix, Queen Emma    |                   |          |                      |                |                     |
| Minensucher        |                                 | 8                 |          |                      |                |                     |
| Minenleger         |                                 |                   |          |                      |                | 35                  |
| Landungsschiff     |                                 |                   | LST 383  |                      |                |                     |
| Sloop              |                                 |                   |          |                      |                | Godavari, Barracuda |
| Tanker             |                                 |                   |          | Empire Salvage, Bela |                |                     |
| Werkstattschiff    |                                 |                   |          |                      |                | Mull of Galloway    |

Von US-General Douglas MacArthur traf dann ein Befehl ein, der besagte, dass es keine Landungen in japanisch besetztem Gebieten geben solle, bis das Kapitulationsdokument unterzeichnet worden war. Daher mussten die britischen Schiffe die  für den 21. August geplante Penang-Operation, sowie die Tiderace-Operation für Singapur, zunächst verschieben und vor der Inselgruppe der Nikobaren auf weitere befehle warten. Als Folge des MacArthur-Befehls wurde die 3. Kommandobrigade aus dem Tiderace-Plan ausgenommen und Hongkong zugeteilt (→ Operation Armour).
Am 20. August erreichten die Schiffe eine Position nordöstlich von Groß Nikobar. Die größeren Schiffe blieben vorerst auf See um möglichen japanischen Angriffen zuvor zu kommen. Erst am 26. August ankerten dann alle Schiffe in Trinkat Champlong, einer Bucht im Norden der Insel.
Am selben Tag trafen in Rangun Vertreter des Südostasienkommandos mit Bevollmächtigten der japanischen Südarmee zusammen. Eine vorläufige Kapitulationsvereinbarung wurde unterzeichnet, die den sofortigen Beginn der Besetzung der Küstengewässer durch die britische Marine und den Beginn der Minenräumung ermöglichte. Das Rangun-Abkommen war auch das Signal für die wartenden Streitkräfte in Stellung zu gehen. Alle Schiffe verließen ihre Sammlungspunkte bei Groß Nicobar am 27. August.
Die Flotte ankerte dann rund 30 Kilometer vor Penang. Nur eine Zerstörerpatrouille hielt nach Schiffs- und U-Boot-Bedrohungen Ausschau und einer der kleinen Geleitträger bot Luftschutz.

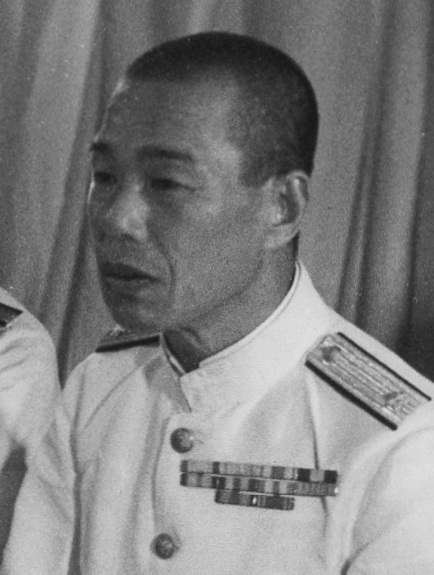
Konteradmiral Jisaku Uozumi, Befehlshaber der japanischen Marinebasis in Penang

Ein kleines Fischerboot näherte sich am Nachmittag des 27. August den Schiffen.  Es trug eine kleine weiße Flagge und eine große japanische Marinefahne. An Bord befanden sich zwei relativ junge Offiziere, ein Fregattenkapitän und ein Korvettenkapitän, sowie ein Dolmetscher, Sie kamen an Bord der Nelson um Vorkehrungen für eine formelle Kapitulationszeremonie zu treffen. In den nächsten drei Tagen kamen nach und nach immer mehr hochrangige Offiziere an Bord, um Einzelheiten über ihre Streitkräfte, die Lage der Minenfelder usw. weiterzugeben.
Schließlich verlor Admiral Walker die Geduld und stellte dem japanischen Konteradmiral Jisaku Uozumi in Penang ein Ultimatum. Dieser hätte sich am nächsten Morgen an Bord einzufinden und die Kapitulationsurkunde zu unterschreiben. Dessen kurze Antwort lautete, dass sein Oberbefehlshaber in Singapur ihm gesagt habe, er solle es nicht tun. Daraufhin wurde das Ultimatum auf den Einbruch der Dunkelheit erweitert und Uozumi begab sich gegen 19:00 Uhr an Bord der Nelson. Er sagte allerdings, er könne nur mit seinem eigenen Namen unterschreiben, da sein Oberbefehlshaber immer noch keine Bereitschaft bekundet hätte. Danach bestieg er sein Boot, kehrte aber recht schnell zurück und sagte, er habe nun die Erlaubnis im Namen seines Vorgesetzten zu unterschreiben.
Am 30. August begann das Minenräumen, damit die beiden Häfen betreten werden konnten, sobald das Hauptkapitulationsdokument am 2. September in der Bucht von Tokio unterzeichnet worden war.

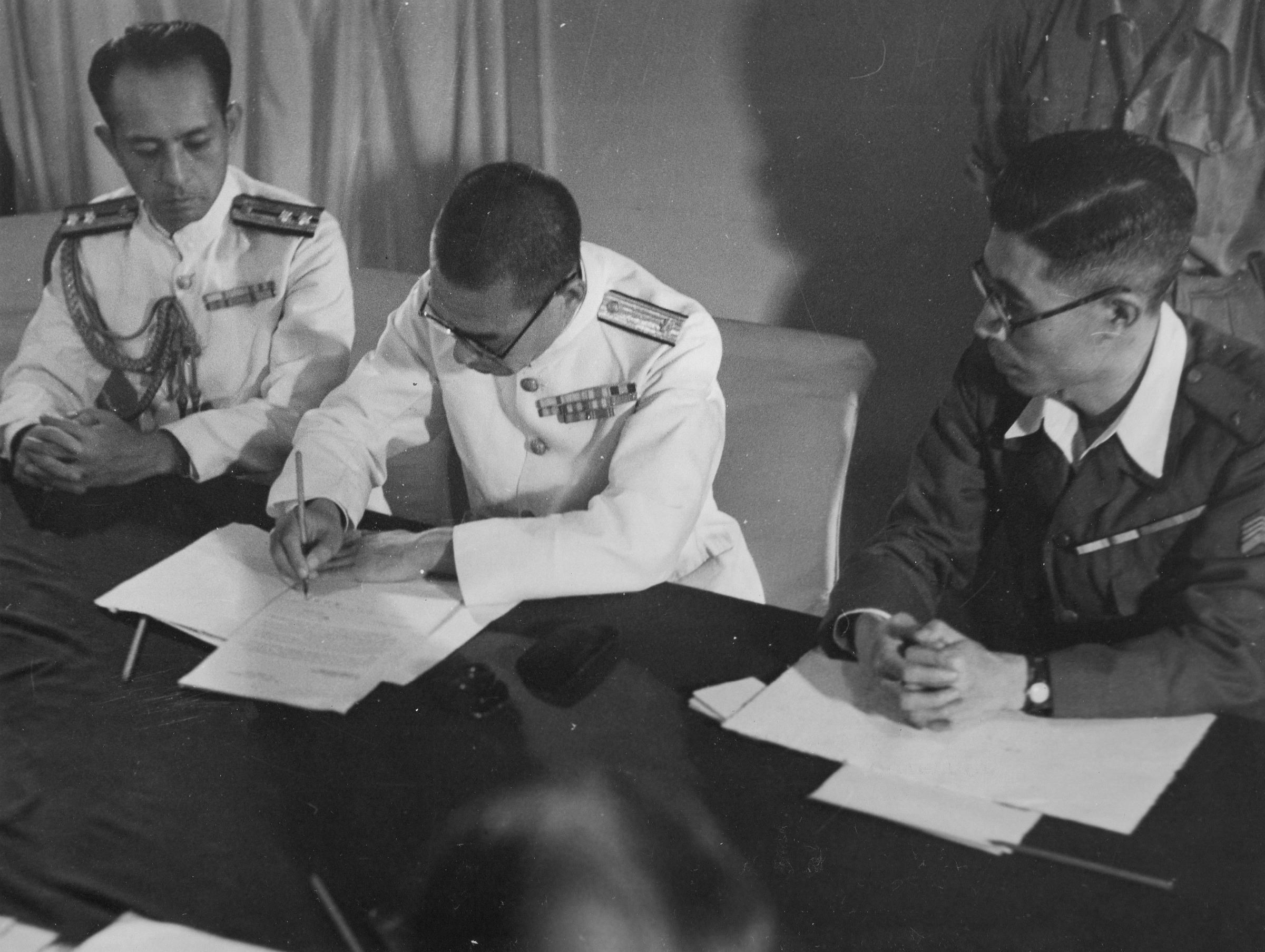
Jisaku Uozumi unterzeichnet das offizielle Kapitulationsdokument, das vom japanischen Vizegouverneur von Penang (rechts) und dem Stabschef des Admirals, Captain Hidaka Shinsaku, beobachtet wird

Die Abteilung der Royal Marines landete am 3. September unter Leutnant Tuck, um das Kommando zu übernehmen und besetzte die Insel Penang. Sie sollten in erster Linie Plünderungen oder eine Übernahme durch den kommunistischen Widerstand und der Malayan People’s Anti-Japanese Army (MPAJA) verhindern. Alle Japaner wurden auf das Festland gebracht. Am selben Tag landeten die Supermarine Spitfire-Jäger der Staffeln 152 und 155 der Royal Air Force und die De-Havilland-Mosquito-Kampfflugzeuge der Staffeln 84 und 100 auf dem Flugfeld. Letztere kamen von Rangun und waren auf dem Weg nach Singapur. US-Minensucher räumten unterdessen die Zugänge der Hafenstädte in Malaya und am 2. und 3. September landeten amerikanische Marineinfanteristen auf der Insel Penang und in Sabang; dort zusammen mit einer Abteilung der Royal Marines.